# Ernst Österberg
Ernst Alfred Emanuel Österberg, född 26 mars 1885 i Stockholm, död 22 mars 1974 i Hägersten, var en svensk tecknare, målare och grafiker.
Han var son till snickaren Johan Alfred Österberg och Helena Carolina Svensson och från 1920 gift med Astrid Celinda Lindh. Österberg studerade konst privat för Aron Gerle och fortsatte därefter sina studier för A Forsberg vid Tekniska skolan i Stockholm. Efter sina studier var han huvudsakligen verksam med illustration- och reklamteckning och arbetade för Stockholms-Tidningen, Cederquists grafiska anstalt, Åhlen & Åkerlunds förlag och Centraltryckeriet i Stockholm.  Vid en konstutställning vid Konstakademien blev han prisbelönades hans teckningar. Han medverkade även i utställningar på Nordiska kompaniet och i Sveriges allmänna konstförenings höstsalong i Stockholm. Som affischtecknare utförde han bland annat affischer för Barnens dag i Stockholm och som illustratör utförde han teckningar till ett par volymer i serien Barnbiblioteket Saga. Han utgav 1910 boken Bröder viljen I gå med oss...Beväringsminnen. Österberg är representerad vid Kungliga biblioteket med olika förslag till bokomslag.